# Az adósság
Az adósság (eredeti cím: The Debt) 2010-ben bemutatott brit–amerikai filmthriller, amelyet Matthew Vaughn, Jane Goldman és Peter Straughan forgatókönyvéből John Madden rendezett. A 2007-es Ha-Hov című izraeli film remakeje. A főbb szerepekben Helen Mirren, Sam Worthington, Jessica Chastain, Ciarán Hinds, Tom Wilkinson, Marton Csokas és Jesper Christensen látható.
Amerikában 2011. augusztus 31-én mutatták be a mozikban, míg az Egyesült Királyságban szeptember 30-án jelent meg. Magyarország 2011. november 17-én mutatták be a mozikban feliratosan. Szinkronosan DVD-n jelent meg.

## Cselekmény
1965-ben a fiatal Moszad-ügynökök, Rachel Singer, David Peretz és Stephan Gold Kelet-Berlinben találkoznak. Küldetésük az, hogy elraboljanak egy Dieter Vogel nevű náci bűnözőt, és Izraelbe vigyék, hogy ott bíróság elé állítsák. A Harmadik Birodalom idején Vogel az auschwitz-birkenaui koncentrációs tábor orvosa volt, aki kegyetlen orvosi kísérleteket végzett zsidókon. Jelenleg nőgyógyászként dolgozik Kelet-Berlinben Dr. Bernhardt néven.
Rachelnek, aki úgy tesz, mintha szeretné kezeltetni magát Vogel klinikáján, David és Stephan segítségével sikerül elrabolnia az orvost. A Vogel kijuttatására irányuló tervük azonban balul sül el: Képes felhívni magára a keletnémet határőrök figyelmét. A csapatnak fel kell hagynia eredeti tervével, és Vogelt a konspiratív lakásba viszik, ahonnan az orvos végül megszökik. A kudarcuk kitudódásának negatív következményeitől pánikba esve a trió úgy dönt, hogy Vogelről azt vallják, szökése közben lőtték le. Izraelben hősként ünneplik őket. Harminc évvel később Rachel, David és Stephan múltja utoléri őket: felfedezik, hogy Vogel most Ukrajnában él. Rachel kötelességének érzi, hogy befejezze az 1965/1966-os sikertelen küldetést. Kijevbe utazik, felkutatja Vogelt, és végül megöli.

## Szereplők
| Szerep        | Színész                     | Magyar hang  |
| ------------- | --------------------------- | ------------ |
| Rachel Singer | Helen Mirren                | Kiss Mari    |
| Rachel Singer | Jessica Chastain (fiatalon) | Horváth Lili |
| David Peretz  | Ciarán Hinds                | Jakab Csaba  |
| David Peretz  | Sam Worthington (fiatalon)  | Simon Kornél |
| Stefan Gold   | Tom Wilkinson               | Tordy Géza   |
| Stefan Gold   | Marton Csokas (fiatalon)    | Fekete Ernő  |
| Dieter Vogel  | Jesper Christensen          |              |
| Sarah Gold    | Romi Aboulafia              |              |

### Magyar változat
- Magyar szöveg: Faludi Katalin
- Hangmérnök: Pataki Tamás
- Vágó: Gyöngyösi Tibor
- Gyártásvezető: Kablay Luca
- Szinkronrendező: Báthory Orsolya

A szinkront a Mafilm Audio Kft. készítette el.

## A film készítése
Izraeli lapok arról számoltak be, hogy Mirren „elmerült” a héber nyelv, a zsidó történelem és a holokausztról szóló írások tanulmányozásában, beleértve Simon Wiesenthal életét is, miközben 2009-ben Izraelben tartózkodott, hogy a film jeleneteit forgassa. „A karakterem a holokauszt emlékét, haragját és szenvedélyét hordozza” – nyilatkozta.

## Bemutató
A filmet 2010. szeptember 4-én mutatták be a franciaországi Deauville American Filmfesztiválon, majd 2010. szeptember 14-én a Torontói Nemzetközi Filmfesztiválon, 2010 őszén és 2011 tavaszán számos más fesztiválon.
A film már 2010. július elején készen állt a bemutatásra, amikor benyújtották a brit filmosztályozó bizottsághoz, és a Miramax eredetileg bejelentette, hogy az Egyesült Államokban 2010. december 29-én tervezi bemutatni, és rövid időn belül felkerült a lehetséges 2011-es Oscar-jelöltek listájára. A film azonban egyike volt annak a kettőnek, amelyek hivatalos bemutatója 2011-re csúszott, mivel a Miramax átkerült a korábbi tulajdonos Disney-től az új tulajdonos Filmyardhoz.
A filmet először 2011. június 15-én mutatták be Franciaországban, majd 2011 júliusában Kazahsztánban és Oroszországban, 2011. augusztus 31-én pedig az Amerikai Egyesült Államokban, Kanadában és Indiában.